# ثورة الفلاحين

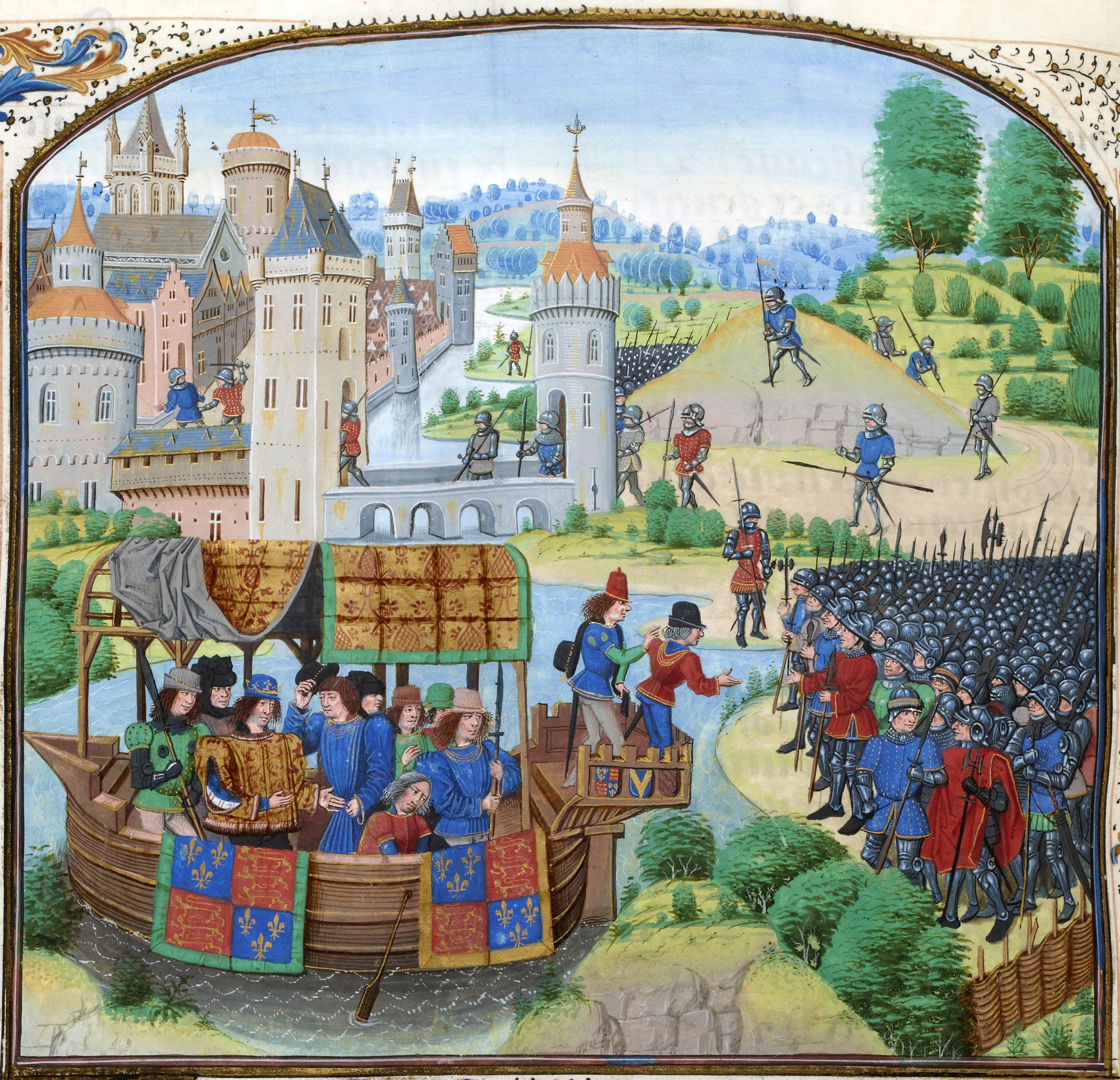
الملك ريتشارد الثاني يلتقي بالمتمردين

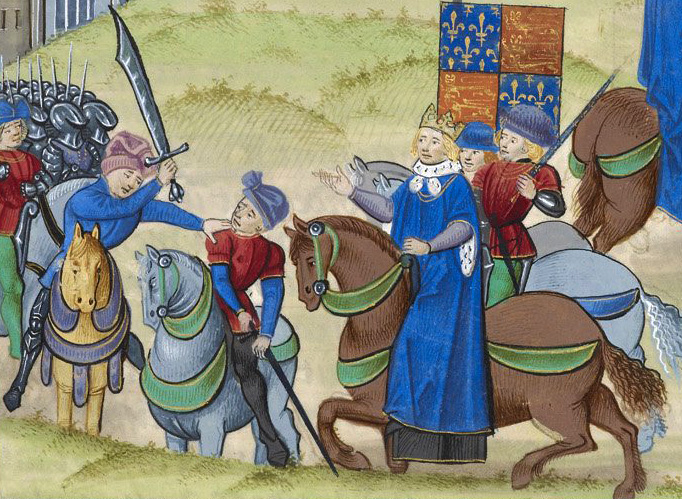
المعركة الحاسمة يوم 15 يونيو 1381
جرح فيها وات تايلر، ثم ما لبث أن قطع رأسه بعد سحله من مستشفى بارتولومى.

ثورة الفلاحين أو تمرد وات تايلر واحدة من عدد من الثورات الشعبية أواخر العصور الوسطى في أوروبا، وتعتبر أول ثورة شعبية كبرى في تاريخ إنكلترا، قام بها الفلاحون في الأجزاء الجنوبية الشرقية من إنكلترا، وذلك عام 1381 للميلاد في عهد الملك ريتشارد الثاني سببها المباشر فرض ضريبة الرؤوس، وهي واحدة من أكبر الثورات الشعبية التي وقعت في أواخر العصور الوسطى، وهي حدث بارز في تاريخ إنجلترا. ولا تعتبر هي الثورة الأوسع نطاقًا والأكثر تطرفًا في التاريخ الإنجليزي فحسب؛ بل هي، كذلك، أفضل تمرد موثق وقع خلال العصور الوسطى. المعروف من قادتها هم: جون بول، وات تايلر، جاك سترو.
قمعت بقسوة، وأعدم زعيمها وات تايلر (عام 1381)، ولكنها وفقت إلى حمل الملك على إلغاء ضريبة الرؤوس فلم تجب منذ ذلك الحين قط. استمرت أقل من شهر.
فيما بعد، صار ينظر إلى تلك الثورة بوصفها علامة على بداية النهاية للعبودية في إنجلترا في القرون الوسطى، على الرغم من أن الثورة نفسها كانت فاشلة؛ حيث أنها زودت الوعي لدى الطبقات العليا بضرورة إصلاح النظام الإقطاعي في إنجلترا.

## ما قبل التمرد
أدى الطاعون، الذي قد دمر إنجلترا فيما بين 1348-1350، إلى نقص العمالة، وتدهورت أوضاع من بقى منهم على قيد الحياة، وفي 1351 استدعى الملك إدوارد الثالث البرلمان لتمرير النظام الأساسي للعمال. وقد حاول ذلك النظام الأساسي الحد من مطالب العمال بتحسين ظروفهم الوظيفية، وفرض غرامات باهظة على العمال.
فأثار تطبيق القانون الجديد الفلاحين إلى حد كبير، فكان سببًا آخر للثورة.

## خلفية الثورة وأسبابها

### الاقتصادية
كان التدهور الاقتصادي والاجتماعي الشديد في القرن الرابع عشر أحد الأسباب الرئيسية التي غذت ثورة الفلاحين. ففي بداية هذا القرن، عمل الإنجليز في الريف كجزء من الاقتصاد المعقد الذي غذى مدن وبلدات الدولة، ودعم التجارة الدولية الممتدة. ففي كثير من نواحي إنجلترا، كان يُنظم الإنتاج حول العزب التي يسيطر عليها اللوردات المحليين- بما فيهم طبقة الأعيان والكنيسة- ويحكمها نظام من المحاكم الإقطاعية. وكان بعض السكان أقنانًا لا يملكون حريتهم وعليهم العمل في أراضي اللوردات لفترة من الزمن كل عام، لكن هذا لم يكن الحال في كل نواحي إنجلترا فالتوازن بين الأحرار والعبيد كان متنوعًا، فمثلًا في الجنوب الشرقي كان هناك عدد قليل نسبيًا من الأقنان. كان يولد البعض أقنانًا غير أحرار ولم يستطيعوا أن يتركوا عزبهم ليعملوا في مكان آخر بدون موافقة اللورد المحلي، أما البعض الآخر فقبلوا التقييدات على حريتهم كجزء من اتفاق حيازة أراضيهم الزراعية. وازداد النمو السكاني مما وضع ضغطًا على الأرض الزراعية المتاحة مؤديًا إلى زيادة نفوذ ملاك الأراضي المحليين.
وفي عام 1348، عبر وباء يعرف باسم الموت الأسود من أوروبا إلى إنجلترا متسببًا في وفاة حوالي 50 % من السكان في فترة قصيرة. وبعد فترة مبدئية من الصدمة الاقتصادية، بدأت إنجلترا تعتاد على التغير في المشهد الاقتصادي. وأفضى معدل الوفاة وسط الفلاحين إلى وجود وفرة فجائية في الأرض الزراعية وقلة في إمدادات القوى العاملة. بالتالي، أصبح باستطاعة العمال تقاضي أجر أكبر لقاء عملهم وأصبحت المنافسة المترتبة على ذلك في أجور العمال في ازدياد كبير. وعليه، تقلصت مكاسب ملاك الأراضي. وضعفت التجارة وتفككت الشبكات التجارية والمالية.
وهو ما جعل السلطات ترد على هذه الفوضى بإصدار تشريعات الطوارئ: مرسوم العمال في 1439، والنظام الأساسي للعمال في 1351 في محاولة لإصلاح الأجور وإرجاعها إلى المستويات التي كانت عليها قبل الوباء جاعلةً رفض العمل أو فض عقد مبرم جريمة وفارضةً غرامات على من يتجاوز. طبق هذا النظام في أول الأمر قضاة متخصصون للعمال حتى ستينيات القرن الرابع عشر وما تلاه حيث أصبح يطبقه قضاة صلح عاديون من أعضاء طبقة الأعيان المحليين. وبالرغم من أن هذه القوانين كانت تطبق نظريًا على العمال الراغبين في أجور إضافية وأصحاب العمل الراغبين في المزايدة على منافسيهم في جلب العمالة، كانت تطبق في الحقيقة على العمال فحسب، وأصبحت تطبق بعد ذلك بطريقة تعسفية إلى حد ما. وفي 1361، تمت تقوية هذا التشريع بزيادة العقوبات للتضمن الوسم بالنار والسجن. وهو ما يعد فعلًا غير مسبوق للحكومة الملكية التي لم تكن تتدخل أو تتخذ حلفاءً من ملاك الأراضي المحليين بهذة الطريقة المباشرة والغير مقبولة من الشعب من قبل.
ازدادات الفرص الاقتصادية للفلاحين الإنجليز على مر العقود القليلة التالية حيث اتخذ بعض العمال وظائفًا متخصصةً لم تكن متاحة لهم من قبل وانتقل البعض الآخر بين أصحاب الأعمال المختلفة أو أصبحوا خدمًا في بيوت أكثر ثراءً. وكان تأثير هذه التغيرات جليًا في جنوب شرقي إنجلترا حيث خلق سوق لندن فرصًا للعمل كثيرة للمزارعين والحرفيين. كان لا يزال للوردات المحليين الحق في منع الأقنان من ترك عزبهم، لكن عندما وجد الأقنان أنفسهم ممنوعين من ذلك في المحاكم الإقطاعية، ترك ببساطة العديد منهم العمل في عزبهم ليعملوا بطريقة غير شرعية في أماكن أخرى. استمرت الأجور في الارتفاع وازدادت القوة الشرائية للعمال الريفيين بين أربعينيات وخمسينيات القرن الرابع عشر بحوالي ال40 %. وبينما ازدادت ثروة الطبقات الدنيا، شرّع البرلمان قوانين جديدة في 1363 ليمنعهم من استهلاك السلع الباهظة التي لم يكن يتحمل أسعارها سابقًا سوى علية القوم. هذه القوانين المكملة لم تطبق، لكن قوانين العمل الأوسع استمروا في تطبيقها بصرامة.

### الحربية والمالية
شكلت إدارة الحرب مع فرنسا أيضًا أحد أسباب قيام ثورة 1381. ففي 1337، أبدى إدوارد الثالث ملك إنجلترا رغبته في اعتلاء عرش فرنسا متسببًا في صراع طويل أصبح يعرف بعد ذلك بحرب المئة عام. حالف إدوارد النجاح في البداية، لكن حملاته لم تحسم النتيجة لصالحه؛ فبعد عام 1369، أصبح شارل الخامس ملك فرنسا أكثر نشاطًا في الصراع مستغلًا قوة بلاده الاقتصادية في شن غارات عبر بحر المانش على إنجلترا. وبحلول سبعينيات القرن الرابع عشر، أصبحت جيوش إنجلترا في أوروبا تحت ضغط عسكري ومالي هائل؛ فالحاميات في كاليه وبريست وحدها –على سبيل المثال- كانت تكلف 36 ألف جنيه إسترليني في السنة، بينما الحملات العسكرية كانت من الممكن أن تكلف 50 ألف جنيه إسترليني في ستة أشهر فحسب. توفي إدوارد في عام 1377 مورثًا العرش لحفيده ريتشارد الثاني الذي لم يكن يبلغ من العمر حينذاك سوى عشر سنوات.
تكونت حكومة ريتشارد من أعمامه، وأبرزهم عمه الثري صاحب النفوذ الواسع جون غونت، ومن العديد من كبار المسئولين الذين كانوا يعملون مع جده، وواجهت تحدي تمويل الحرب كي تستمر في فرنسا. كانت تُجمع الضرائب في في القرن الرابع عشر حسب الحاجة لأغراض معينة عن طريق البرلمان الذي كان يتكون في ذلك الوقت من مجلس اللوردات الذي كان يضم الأرستقراطيين ورجال الدين، ومن مجلس العموم الذي كان يتكون من ممثلي الفرسان والتجار وكبار الأعيان من جميع نواحي إنجلترا. وكانت تفرض هذه الضرائب عادة على منقولات الأسر مثل بضائعم أو ماشيتهم. وهو ما أثر على أعضاء مجلس العموم أكثر من مجلس اللوردات. وزاد الأمر تفاقمًا أن الإحصاءات الرسمية المستخدمة في إدارة الضرائب كانت ترجع إلى ما قبل وباء الموت الأسود، وبما أن حجم وثروة المجتمعات المحلية اختلافا تمامًا عما قبل الوباء، أصبح التعامل مع هذه التوليفة يزداد صعوبة.
وقبل وفاة الملك إدوارد، فرض البرلمان أيضًا نوعًا جديدًا من الضرائب يسمى بضريبة الرؤوس التي كانت تُجمع بمعدل أربعة بنسات لكل فرد أكبر من 14 عامًا مع خصم للمتزوجين. وهي صممت لتوزيع تكلفة الحرب على قاعدة اقتصادية أكبر من القاعدة السابقة من الضرائب، وجمعت- بالرغم من أنها لم تلق قبولًا لدى الشعب- 22 ألف جنيه إسترليني. استمرت الحرب من سيء إلى أسوأ وبالرغم من جمع بعض الأموال من القروض الإجبارية، عاد الملك للبرلمان في عام 1379 ليطالب بمزيد من الأموال. حظى الملك الصغير بتأييد أعضاء مجلس العموم، لكنهم كان لديهم مخاوف تجاه المبالغ التي يطلبها وينفقها مستشاريه الذين كانوا يشكون في فسادهم. تمت الموافقة ضريبة ثانية على الرؤوس، هذه المرة مع مقياس متدرج من الضرائب ضد سبع فئات مختلفة من المجتمع الإنجليزي حيث كان تدفع الطبقة العليا مبالغ أكبر من حيث القيمة المطلقة. لكن اعترضتهم مشكلة التهرب من الضرائب ولم يُجمع إلا 18 ألف و600 جنيه إسترليني وهو أقل بكثير من المبلغ المأمول منها وهو 50 ألف جنيه إسترليني.
وفي نوفمبر 1380، اجتمع البرلمان ثانية في نورثامبتون حيث أطلع سيمون سدبري، رئيس الأساقفة ووزير العدل الجديد، أعضاء مجلس العموم على الموقف المتفاقم في فرنسا، والانهيار في التجارة العالمية، وخطورة أن الملك سيضطر إلى التخلف عن سداد ديونه. وعُرِض على مجلس العموم المبلغ الكبير المطلوب جمعه في ذلك الوقت بفرض ضرائب جديدة، وهو 160,000 جنيه إسترليني، وتلا ذلك جدال بين المجلس الملكي والبرلمان عن الخطوات التي يجب اتخاذها. فرض البرلمان ضريبة رؤوس ثالثة: هذه المرة بمعدل ثابت 12 بنسًا لكل فرد تعدى ال15 عامًا، دون معاملة خاصة للمتزوجين، وهي الضريبة التي قُدِر بأنها ستجمع 66,666 جنيه إسترليني. لم تلق هذه الضريبة قبول البتة وتهرب الكثير منها في الجنوب الشرقي برفضهم تسجيل أسمائهم فيها. وعليه، عين المجلس الملكي مفوضيين جدد في مارس 1381 ليستجوبوا المسئولين في القرى والبلدات في محاولة لمعرفة الأشخاص الذين رفضوا الامتثال لها. وهو ما أدى إلى ارتفاع حدة التوتر المحيطة بالضرائب الجديدة بسبب النفوذ الواسع لهذه الفرق من المحققين وتدخلها في شئون هذه المجتمعات المحلية ولا سيما في جنوب شرق وشرق إنجلترا.

### المظاهرات والسلطة
كانت العقود التالية حتى عام 1381 ثورية ومليئة بالاضطرابات؛ لاسيما لندن التي كانت بؤرة من بؤر الاضطراب والنشاط السياسي للنقابات والأخويات التي كانت تؤرق السلطات. كان اللندنيون غير سعداء بتوسع النظام القضائي الملكي في العاصمة، خاصةً الدور المتزايد لمحكمة المارشالات في ساوثوورك التي كانت سلطتها مكملة للسلطة القضائية في لندن. كما أنهم كانوا غاضبين من وجود الأجانب، بالتحديد النساجين الفلمنكيين. هذا بالإضافة إلى بغضهم جون غونت لتأييده للمصلح الديني جون ويكليف الذي كان يعتبره عامة لندن من الهراطقة. كان غونت أيضًا في عداوة مع صفوة مدينة لندن وانتشرت حوله إشاعة أنه يخطط إلى أن يجعل نقيبًا يعينه الملك يحل محل العمدة المنتخب. كان صفوة لندن أنفسهم في حرب داخلية عنيفة على الاستحواذ على القوة السياسية؛ مما جعل الطبقات الحاكمة في لندن في عام 1381 غير مستقرة ومقسمة.
كانت المجتمعات الريفية، لاسيما الجنوبية الشرقية، ليست راضية عن وجود نظام القنانة واستخدام المحاكم المحلية الإقطاعية في انتزاع الغرامات والرسوم التقليدية، خاصةً أن ملاك الأراضي الذين كانوا يديرون هذه المحاكم كانوا أنفسهم في كثير من الأحيان منفذي قوانين العمل التي لا تحظى بشعبية أوعملوا قضاة ملكيين. رفض العديد من علية القوم في القرية شغل مناصب في الحكومة المحلية؛ مما أعاق عملها. كما بدأ مالكو الماشية التي صادرتها المحاكم في «إنقاذ» حيوانتهم، وتم الاعتداء على المسئولين القانونيين. وبدأ البعض يوصي بخلق مجتمعات قروية تحترم القوانين التقليدية، لكن منفصلة من النظام القضائي المكروه الذي يوجد مقره في لندن. فكما تقول المؤرخة ميري روبين أنه بالنسبة للكثير «المشكلة لم تتمثل في قوانين الدولة، بل في هؤلاء الذين كانوا ينفذونها ويحمونها».
وسادت المخاوف من هذه التغييرات في المجتمع. وكتب ويليام لانجلاند قصيدة «أرصفة بلومان» في السنوات السابقة على عام 1380 مادحًا فيها الفلاحين الذين احترموا القانون وعملوا بجد لدي لورداتهم، ومتذمرًا من الفلاحين الطماعين الذين يسافرون للمطالبة بأجور أعلى. وخشي الشاعر جون جاور أن تشهد إنجلترا انتفاضة شبيهة بثورة الجاكية الفرنسية في عام 1358 التي انتفض فيها الفلاحون ضد أسيادهم. فكان يسود الأجواء هلع أخلاقي من التهديد الذي شكله العمال القادمون حديثا إلى البلدات، واحتمالية أن ينقلب الخدم على أسيادهم. وفُرِض تشريع جديد في عام 1359 للتعامل مع المهاجرين، وطبقت قوانين المؤامرة، التي كانت موجودة بالفعل، بتوسع، وأصبحت قوانين الخيانة تشمل الخدم أو الزوجات الذين خانوا أسيادهم وأزواجهم. وبحلول سبعينيات القرن الرابع عشر، انتشرت مخاوف من أن الفلاحين سيأخذون صف الفرنسيين، إذا اجتاحت فرنسا إنجلترا.
وبدأ الشعور بالاستياء يمهد لاعتصام مفتوح، وانطلقت حركة تظاهرات «الشائعة الكبرى» (بالإنجليزية: Great Rumour) في عام 1377 في جنوب شرق وجنوب غرب إنجلترا؛ حيث نظم العمال القرويون أنفسهم ورفضوا العمل لدى أسيادهم؛ بحجة أنه وفقًا لكتاب ونشيستر، هم معفيون من مثل هذه الطلبات؛ وتقدموا بعديد من الطلبات للمحاكم وللملك لكنهم باءوا بالفشل. وسادت المدن أجواء من التوتر، لاسيما في لندن، حيث نجا جون غونت بصعوبة من أن يقتله المتظاهرون دون محاكمة. واحتدت الأزمة ثانية في عام 1380 حيث اجتاحات المظاهرات وانتشرت الاضطرابات في شمال إنجلترا وبلدتي شروسبري وبريدجواتر الغربيتين. واندلعت انتفاضة في يوركالتي عزل فيها عمدتها جون دي جيسبورن وتلا عزله فرض ضرائب جديدة واندلاع أعمال الشغب في أوائل عام 1381. ثم هبت عاصفة في إنجلترا في مايو 1381 أحس الكثير أنها نبوءة للمستقبل والتصعيد؛ مما زاد الأجواء توترًا.

## الأحداث

### اندلاع الثورة

#### إسكس وكنت
اندلعت ثورة 1381 في إسكس بعد وصول جون بامبتون ليحقق في عدم تحصيل رسوم ضريبة ال في 30 مايو. كان بامبتون عضو من أعضاء البرلمان، وقاضي صلح له اتصالات قوية بالبلاط الملكي. تمركز في بلدة برينتوود، وطلب حضور ممثلين في الأول من يونيو عن القرى المجاورة؛ كورينغهام، وفوبنغ، وستانفورد لي هوب؛ ليشرحوا له أسباب عدم الدفع ويسدوا هذا العجز. لكن يبدو أن الفلاحين كانوا على أهبة الاستعداد لوصوله ومسلحين بأقواس قديمة وعصى. استجوب بامبتون، أولًا، سكان فوبنغ الذين أعلن ممثلهم، توماس بيكر، أن قريته قد دفعت بالفعل ضرائبها وأنهم لن يدفعوا مزيدًا من الأموال؛ فحاول بامبتون ورقيبان اعتقال بيكر، لكن اندلع العنف. هرب بامبتون وتقهقر إلى لندن، بيد أن ثلاثة من موظفيه وبضع رجال من بلدة برينتوود الذين وافقوا على أن يكونوا محلفين قُتِلوا؛ ففوض روبرت بيلناب، قاضي قضاة محكمة كافة الدعوي (يالإنجليزية:Chief Justice of the Court of Common Pleas)، الذي كان على الأرجع يعقد محاكمة في المنطقة، ليتعامل مع الجناه ويقبض عليهم.
وبحلول اليوم التالي، أخذت الثورة في الانتشار السريع؛ نشر الفلاحون الخبر في المنطقة، وتردد جون جيوفري، المأمور المحلي، بين برينتوود وتشيلمسفورد ليحشد مزيدًا الدعم. واجتمع الثوار في الرابع من يونيو في بلدة بوكينغ لمناقشة خططهم المستقبلية. وتقدم ثوار إسكس، ربما كانوا بضع آلاف من الرجال الأقوياء، نحو لندن، البعض منهم على الأغلب سافر إليها مباشرة والبعض الآخر عبر كنت. وتقدمت مجموعة واحدة، تحت قيادة جون رو، قسيس سابق، شمالًا نحو مقاطعة سوفولك المجاورة بنية إشعال ثورة هناك.
وفي تلك الأثناء، اشتعلت الثورة في كنت المجاورة. وزعم سير سيمون دي بيرلي، أحد المعارف المقربين من إدوارد الثالث وريتشارد الصغير، أن رجل في كنت يدعى روبرت بيلنغ كان واحدًا من أقنانه وهرب من إحدى عزبه؛ وبعث رقيبين إلى جرايفسند؛ حيث كان يسكن بيلنغ ليعيده إليه. فحاول بيلنغ والمأمور المحلي أن يتناقشا مع بيرلي للتوصل إلي حل يقضي بأن يأخد بيرلي مبلغ من المال مقابل اسقاط القضية، لكنه رفض وحُبِس بيلنغ في قلعة روشستر. فتجمعت مجموعة ثائرة من السكان المحليين في دارتفورد، ربما في الخامس من يونيو، ليناقشوا الأمر، ثم سافر الثوار إلى ميدستون واقتحموا السجن، ثم اتجهوا إلى روشستر في السادس من يونيو حيث سلم لهم قلعة روشستر حاكمها دون مقاومة عندما رأى الحشود الغاضبة وحُرر بيلنغ.
ثم تفرقت بعض الجموع الآتية من كنت، لكن قررت جموع أخرى المضي قدمًا. وبدءًا من هذه المرحلة، يبدو أن وات تايلر كان يقودهم، الذي ترجح رواية مؤرخ المجهول أنهم انتخبوه قائدهم في الحشد الكبير في ميدستون في السابع من يونيو. وهو شخص غير معروف الكثير عن حياته السابقة، لكن يقترح المؤرخون أنه كان من إسكس وخدم في فرنسا كرامي سهام، وكان قائد بارعًا يتحلى بشخصية ساحرة. ويعتقد عدة مؤرخين أنه كان مسئولًا عن تحديد الأهاف السياسية للثورة. كما يشير البعض الآخر إلى جاك سترو، بصفته قائد ثوار كنت خلال هذه المرحلة من الثورة، لكنه من غير المؤكد إذا كان سترو شخصًا حقيقيًا أو اسمًا مستعارًا لوات تايلر أو جون رو.
تقدم تايلر ورجال كنت إلى كانتربري، حيث سمح لهم باختراق أسوار المدينة والقلعة دون مقاومة في العاشر من يونيو، وعزلوا رئيس أساقفة كانتربري الغائب، سدبري، وجعلوا رهبان الكاتدرائية يقسمون قسم الولاء لقضيتهم. ثم هاجموا الممتلكات التي لها صلة بالمجلس الملكي المكروه، وبحثوا في المدينة عمن يشكون أنهم أعداءهم وأخرجوهم من بيوتهم وأعدموهم. وفتحوا السجن وحرروا المساجين. ثم اقنع بعد ذلك تايلر بضع آلاف من الثوار بأن يتركوا كانتربري ويتقدموا معه إلى لندن في الصباح التالي.

### المسير إلى العاصمة
اتضح أن مسيرة أهل كنت باتجاه لندن تم تنسيقها مع حركة الثوار في إسكس، وسوفولك ونورفولك. كانت هذه القوات مسلحة بعصى، وبلطات معارك، وسيوف قديمة، وأقواس. وفي الطريق، قابلوا لايدي جوان، والدة الملك، التي كانت عائدة إلى العاصمة لتتجنب أن يقبض عليها في الثورة؛ فسخروا منها لكن لم يصيبوها بأذى. وصل ثوار كنت إلى بلاكهيث، في الجنوب الشرقي من العاصمة في 12 يونيو.
في هذه الأثناء، وصلت أصداء الثورة إلى مسامع الملك في قلعة ويندسور في ليلة العاشر من يونيو؛ فسافر بالقارب عبر التيمز إلى لندن في اليوم التالي، متحصنًا بحصن ببرج لندن لضمان سلامته، وانضمت إليه والدته، ورئيس الأساقفة، سدبري، وأمين الخزانة الملكية (بالإنجليزية: Lord High Treasurer)، وسير روبرت هايلز، وإيرلات أرنديل وساليسبري ووارويك، ومجموعة من النبلاء الكبار في السن. وبُعِث وفد يرأسه توماس برينتون وأسقف روشستر من لندن؛ ليتفاوضوا مع الثوار ويقنعوهم بأن يرجعوا لبلداتهم.